# Kanton Autize-Égray
Autize-Égray is een kanton van het Franse departement Deux-Sèvres. Het kanton maakt deel uit van de arrondissementen Niort (6) 
 Parthenay (20). Het werd opgericht bij decreet van 18 februari 2014 met uitwerking op 22 maart 2015 met Coulonges-sur-l'Autize als hoofdplaats.

## Gemeenten
Het kanton omvatte 27 gemeenten bij zijn oprichting.

Op 1 januari 2019 werden de gemeenten Le Beugnon en La Chapelle-Thireuil samengevoegd tot de fusiegemeente (commune nouvelle) Beugnon-Thireuil.

Sindsdien omvat het kanton volgende 26 gemeenten:
- Ardin
- Béceleuf
- Beugnon-Thireuil
- Le Busseau
- Champdeniers-Saint-Denis
- La Chapelle-Bâton
- Cherveux
- Coulonges-sur-l'Autize
- Cours
- Faye-sur-Ardin
- Fenioux
- Germond-Rouvre
- Pamplie
- Puihardy
- Saint-Christophe-sur-Roc
- Saint-Laurs
- Saint-Maixent-de-Beugné
- Saint-Maxire
- Saint-Pompain
- Saint-Rémy
- Sainte-Ouenne
- Sciecq
- Scillé
- Surin
- Villiers-en-Plaine
- Xaintray